# Natasha Cooper
Pour les articles homonymes, voir Cooper.
Natasha Cooper est le nom de plume de Daphne Wright, une femme de lettres britannique, auteure de romans policiers, née le 19 mai 1951 à Londres, en Angleterre.

## Biographie
En raison d'un problème de dyslexie, elle ne poursuit pas longtemps ses études et ne croit pas pouvoir devenir écrivain comme elle le souhaite. Sa grand-mère l'encourage à persévérer et la pousse à publier des romans historiques. En 1987, sous son patronyme Daphne Wright, elle publie son premier roman, Distant Kingdom. En 1990, elle prend le pseudonyme de Natasha Cooper et fait paraître Festering Lilies. C'est le premier volume d'une série consacrée à Willow King, une romancière londonienne. En 1998, avec Creeping Ivy, elle commence une nouvelle série ayant pour héros Trish Maguire, un avocat anglais spécialisé dans les affaires de maltraitance sur mineur.
Au début des années 2000, elle utilise le pseudonyme de Clare Layton pour deux romans. En 2009, sous la signature N. J. Cooper, avec No Escape, elle commence une série mettant en scène Karen Taylor, une psychologue judiciaire, sur l'île de Wight. Avec le quatrième roman de cette série Vengeance in Mind, paru en 2012, elle est finaliste du Gold Dagger Award 2012.
Présidente du Crime Writers' Association de 2000 à 2001, elle est également critique littéraire pour The Times, The Times Literary Supplement, New Law Journal (en) et le journal canadien The Globe and Mail, ainsi que pour des stations radiophoniques Woman's Hour (en) et Saturday Review.

## Œuvre

### Romans signés Daphne Wright
- Distant Kingdom (1987)
- The Longest Winter (1989)
- Parrot Cage (1990)
- Never Such Innocence (1991)
- Dreams of Another Day (1992)
- The Tightrope Walkers (1993)

### Romans signés Natasha Cooper

#### SérieWillow King
- Festering Lilies (1990) (autre titre A Common Death)
- Poison Flowers (1991)
- Bloody Roses (1992)
- Bitter Herbs (1993)
- Rotten Apples (1995)
- The Drowning Pool (1996) (autre titre Fruiting Bodies)
- Sour Grapes (1997)

#### SérieTrish Maguire
- Creeping Ivy (1998)
- Fault Lines (1999)
- Prey To All (2000)
- Out of the Dark (2002)
- A Place of Safety (2003)
- Keep Me Alive (2004)
- Gagged and Bound (2005)
- A Greater Evil (2007) (autre titre Evil Is Done)
- A Poisoned Mind (2008)

#### Autre roman
- No More Victims (2008)

### Romans signés Kate Hatfield
- Drowning in Honey (1995)
- Angels Alone (1996)
- Marsh Light (1997)

### Romans signés Clare Layton
- Clutch of Phantoms (2000)
- Those Whom the Gods Love (2001)

### Romans signés N. J. Cooper

#### SérieKaren Taylor
- No Escape (2009)
  - L'Île de tous les dangers, France Loisirs (2010)  (ISBN 978-2-298-03024-2), réédition Éditions Belfond (2011)  (ISBN 978-2-7144-4643-5)
- Life Blood (2010)
- Face of the Devil (2011)
- Vengeance in Mind (2012)

## Prix et distinctions

### Nomination
- Gold Dagger Award 2012 pour Vengeance in Mind[1]